# Родин, Николай Алексеевич (Герой Социалистического Труда)
Николай Алексеевич Родин (25 ноября 1923, Даниловка, Городской округ Шаховская — 17 февраля 2003, Москва) — советский рабочий, Герой Социалистического Труда.

## Биография
Родился в 1923 году в деревне Даниловка ныне городского округа Шаховская. Член КПСС.
Участник Великой Отечественной войны. С 1946 года — на хозяйственной, общественной и политической работе. В 1946—1983 гг. — токарь на заводе № 500 Министерства авиационной промышленности СССР Московского городского совнархоза)/Московского машиностроительного завода «Красный Октябрь»/Московского машиностроительного производственного объединения «Красный Октябрь».
Указом Президиума Верховного Совета СССР от 26 апреля 1971 года присвоено звание Героя Социалистического Труда с вручением ордена Ленина и золотой медали «Серп и Молот.
Избирался депутатом Верховного Совета РСФСР 8-го созыва.
Умер 17 февраля 2003 года в Москве.

## Награды
- Золотая медаль «Серп и Молот» ( 26.04.1971);
- Орден Ленина ( 26.04.1971.
- Орден Отечественной войны II степени ( 11.03.1985)[2]
- Медаль «За оборону Москвы»
- Медаль «За трудовую доблесть»(31.12.1965)
- Медаль «В ознаменование 100-летия со дня рождения Владимира Ильича Ленина» (6 апреля 1970)
- Медаль «За победу над Германией в Великой Отечественной войне 1941—1945 гг.» (9 мая 1945[3])
- Юбилейная медаль «Двадцать лет Победы в Великой Отечественной войне 1941—1945 гг.» (7 мая 1965[4])
- Юбилейная медаль «Тридцать лет Победы в Великой Отечественной войне 1941—1945 гг.»[5]
- Медаль «Сорок лет Победы в Великой Отечественной войне 1941-1945 гг.»[6]
- Юбилейная медаль «50 лет Победы в Великой Отечественной войне 1941—1945 гг.»[7]